# L'Aérocrobe

L'Aérocrobe est un roman de l'écrivain français Paul Chaland publié en 1956. Le héros en est le prodigieux Jérôme Matin qui a su acquérir le pouvoir de s'élever dans les airs (d'où ce terme, mystérieux et inconnu des dictionnaires, d'aérocrobe).

## Synopsis
Il s'agit de l'histoire de Jérôme Champeloux-Matin, jeune homme né dans une vieille famille aristocratique déchue. Sa mère étant morte en couches, son père en sauvant un enfant d'une noyade, le jeune Jérôme Matin est élevé par ses grands-parents : une vieille femme de caractère et un ex-général, sans doute d'obédiences radicales-socialistes, à moitié sourd mais fort énergique. Dans la solitude et l'isolement du vieux château délabré dans lequel il vit, Jérôme Matin se donne pour objectif de parvenir à voler. Après de nombreuses considérations et tentatives (que couvre la première partie intitulée "Théories"), Jérôme parvient à la formule : il ne s'agit pas tant d'être plus léger que l'air que de devenir plus léger que l'air, c'est-à-dire de se croire plus léger que l'air, pour voler (le vol étant conçu comme flottement, et non sur le mode d'un décollage/atterrissage). C'est ce que résume la formule qui constitue le premier chapitre du roman :
« C'est par un dernier effort de ma volonté que je devins plus léger que l'air. »
— (P. Chaland, L'Aérocrobe).
Après avoir partagé la nouvelle avec sa plus vieille amie, la jument Adélaïde, Jérôme décide de faire une démonstration à ses trois cousines (qui viennent régulièrement passer leurs vacances au château des Champeloux-Matin). Celles-ci en sont ébahies et la nouvelle se répand vite du prodige familial : c'est "L'Evènement" (que couvre la seconde partie).
La troisième partie, dont on nous dit qu'elle est écrite "Au jour le jour", relate la montée en puissance de l'évènement : très vite médiatisé, Jérôme Matin devient le centre des attentions de la France entière, côtoie les vedettes en vogue (dont Jean Cocteau qui reste persuadé que Jérôme sort tout droit d'une de ses rêveries) et va même jusqu'à faire une démonstration en public du haut de la Tour Eiffel.
Mais Jérôme n'est pas heureux : être un prodige, c'est aussi être seul car coupé des autres. Son amour de jeunesse Catherine, une de ces jeunes cousines, le rejette. Il finit par délaisser la gloire parisienne pour s'embarquer en Amérique et s'engager dans un cirque où, après de nombreux échecs, il parvient à se faire un nom au côté de l'amour italien qu'il y rencontre en la personne de Carla.
Jusqu'alors, Jérôme Matin (devenu à l'occasion de la traversée Joseph Marin) n'avait pas réussi à partager son don pour le vol. Carla réclame qu'il le lui enseigne. Ensemble, main dans la main, ils parviennent à s'envoler. Mais dans la joie du premier envol, Carla abandonne trop rapidement sa concentration et tombe : elle en meurt.

## Critique
- Plusieurs chroniques qu'Alexandre Vialatte a données à La Montagne sont consacrées à L'Aérocrobe dont "Paul Chaland ou l'aérocrobe", le 17 avril 1956 et "De l'aviation et des peaux rouges, des mouches, de la vie et de la mort", le 25 avril 1956. Tout en mettant en cause les compétences techniques du romancier comme aviateur ("on dirait un notaire qui fait du pédalo"), Vialatte loue en Chaland un écrivain de naissance :

« Futile, désinvolte, charmant, il évolue dans un monde merveilleux, en état de grâce humoristique et poétique. Avec une tour et une jument, un grand-père historique, une guitare, des cousines. Il est jeune et il est rapide. »
— (A. Vialatte, "Paul Chaland ou l'aérocrobe")